# Karl Linke (General)
Karl Linke (* 10. Januar 1900 in Görsdorf, Böhmen; † 16. Mai 1961 in Zittau) war ein Offizier der Nationalen Volksarmee der Deutschen Demokratischen Republik und Chef der Militärischen Aufklärung der Nationalen Volksarmee. Zuletzt hatte er den Dienstgrad eines Obersts der Reserve inne.

## Erster Weltkrieg
Nach seinem achtjährigen Schulbesuch wurde Linke von 1914 bis 1918 als Bandweber ausgebildet und arbeitete in diesem Beruf in einer Fabrik. 1915 trat er der Sozialistischen Arbeiter-Jugend bei. In den letzten Kriegsmonaten des Ersten Weltkriegs diente er als Soldat an der Südfront, wo er bei Kriegsende in italienische Kriegsgefangenschaft geriet.

## Zwischenkriegszeit
Aus dieser wurde er 1919 entlassen und ging bis 1923 einer Tätigkeit als Abraumarbeiter in Senftenberg nach. Hier trat er 1920 der USPD bei, deren Mitglied er bis 1923 blieb. Anschließend kehrte er in die inzwischen gegründete Tschechoslowakei zurück. Von 1924 bis 1929 arbeitete er als Weber und war gleichzeitig bis 1930 Mitglied der Kommunistischen Partei der Tschechoslowakei. Er arbeitete für die Arbeiter Illustrierte Zeitung und war Fluchthelfer für die KPD. 1930 wurde Linke wegen unerlaubten Fotografierens in den Witkowitzer Eisenwerken verhaftet, konnte jedoch in die Sowjetunion emigrieren. Er trat der WKP (B) bei, deren Mitglied er bis 1951 blieb. In der Sowjetunion arbeitete Linke bis 1934 als Webmeister. Von 1935 bis 1939 war er Angestellter im Ministerium für Leichtindustrie und kam 1939 als Angestellter zur Handelskammer nach Moskau.

## Zweiter Weltkrieg
Nach dem Überfall der deutschen Wehrmacht auf die Sowjetunion meldete sich Linke freiwillig zur Roten Armee und war dort unter anderem auch Kommissar einer Partisanen-Abteilung. In dieser Funktion nahm er an Fallschirmeinsätzen hinter den deutschen Linien im Raum Gomel teil. Als Führer eines Spähtrupps nahm er 1944 am bewaffneten slowakischen Widerstandskampf und im August bis Oktober 1944 am Slowakischen Nationalaufstand teil.
1946 kehrte er in die ČSR zurück, wo er bis 1949 als Saalmeister der Bandweberei Hrádek nad Nisou arbeitete. Von 1950 bis 1951 fungierte er aufgrund seiner exzellenten Russischkenntnisse als Dolmetscher für die sowjetischen Vertreter im Kontrollrat in Berlin. 1951 nahm Linke die DDR-Staatsbürgerschaft an und trat der SED bei. Anschließend war er bis 1952 Abteilungsleiter und Leiter des Sekretariats des Vorsitzenden der Staatlichen Plankommission. Am 1. Juni 1952 trat Linke in die Kasernierte Volkspolizei ein, wo er am 1. Oktober 1952 zum Generalmajor ernannt wurde. Von 1952 bis 1955 agierte Linke als Chef der Verwaltung für Allgemeine Fragen und Aufklärung im Ministerium des Innern. 1956 stieg er zum Chef der Verwaltung 19 (Aufklärung) im Ministerium für Nationale Verteidigung auf.
Seine Karriere wurde dadurch beendet, dass er eine Agentin der CIA als Haushälterin beschäftigt hatte, die ihm nach ihrer Flucht im Juli 1957 Kopien geheimer Dokumente, einen westdeutschen Pass mit seinem Bild und 10.000 DM Kapital für einen „Start in ein besseres Leben“ hinterlassen hatte. Linke wurde am 31. August 1957 wegen Verletzung der Geheimhaltungspflichten seines Postens enthoben und unter gleichzeitiger Herabsetzung des Dienstgrades zum Oberst der Reserve vorzeitig in den Ruhestand versetzt. Zudem wurde er mit einem Berlin-Verbot belegt.
Linke erhielt am 6. Mai 1955 den Vaterländischen Verdienstorden in Silber. Ebenfalls war er Träger anderer, auch sowjetischer Orden und Ehrenzeichen.